# Сопин, Виктор Фёдорович
Виктор Фёдорович Сопин (род. 20 сентября 1946, Дзержинск, Горьковская область) — мэр Дзержинска с 1991 по 1995 год и, вновь, с 2010 по 2012.
В 18 лет пошёл работать учеником электромонтёра на завод «Заря». Параллельно с работой получил образование политолога. В 1990 году был избран заместителем председателя городского Совета народных депутатов, а через год стал первым мэром Дзержинска. С 1991 по 1995 год руководил городом, одновременно возглавляя городскую Думу первого созыва.

## Награды и звания
- За большой вклад в дело становления и развития всероссийского общества инвалидов присвоено звание «Почётный член ВОИ» (1997 год)
- Медаль «За заслуги» (Современный гуманитарный университет (2006 год)
- Медаль Международного союза музыкальных деятелей (2007 год)
- Медаль «100-летие со дня рождения М. Ф. Сухаренко» (2007 год)
- Благодарственное письмо Законодательного Собрания Нижегородской области (2008 год)
- Благодарственное письмо Губернатора Нижегородской области (2008 год)
- Почётный диплом Губернатора Нижегородской области (2009 год)